# Mando (acción)

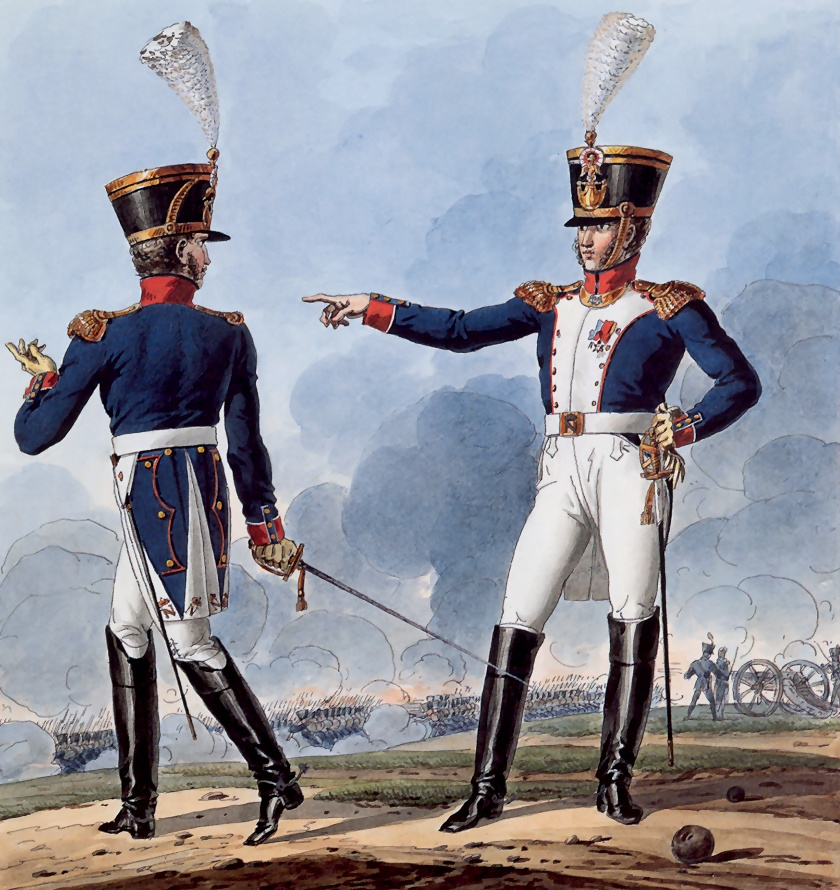
Una imagen donde el mando del ejército manda a una de sus tropas

El mando es, en la organización militar, la acción que ejerce el jefe sobre sus subordinados con el objetivo de persuadirlos, dirigirlos e influir sobre ellos de manera de obtener su voluntaria y leal obediencia, tanto en el desempeño de una función como en el cumplimiento de una misión.

## Canadá
A diferencia de las fuerzas armadas de los aliados de Canadá - el Reino Unido, los Estados Unidos, Australia, y Nueva Zelanda - las Fuerzas Armadas Canadienses son una organización con una estructura de mando unificada.
Sus elementos operacionales de son el Mando Marítimo (MARCOM), o la marina, el Mando de las Fuerzas de Tierra (LFC) o el ejército, y el Mando del Aire (AIRCOM), o la fuerza aérea, el Mando de Canadá (CANCOM), responsable de todas las operaciones dentro de Canadá, el Mando de la Fuerza canadiense Expedicionaria (CEFCOM), responsable de operaciones fuera de Canadá, el Mando de Fuerzas de Operaciones Canadienses Especial (CANSOFCOM), responsable de las fuerzas especiales, y el Mando de Apoyo Canadiense Operacional (CANOSCOM), responsable de proporcionar el apoyo en combate. Todas los mandos cumplen órdenes de la Oficina central de Defensa Nacional (NDHQ).
Las fuerzas canadienses también tienen un número de organizaciones más pequeñas que no forman parte de un mando, incluyendo la Supervivencia De la Reserva Nacional y la Fuerza del Sistema de Comunicaciones (CFCS).

## Reino Unido
Las ramas de las Fuerzas Armadas británicas se organizan en los siguientes mandos:

### Marina Real británica
La Marina Real británica ha estado históricamente dividida en varios mandos. Actualmente se organiza principalmente por el Cuartel General del Mando de la Marina (Navy Command HQ) del que está al mando el comandante en jefe de la Flota.

### Ejército Británico
El Ejército Británico actual tiene un mando principal, el Cuartel general de las Fuerzas Terrestres (HQ Land Forces) y dos mandos principales subordinados a este, entre otros: el Mando del Ejército de Campo (Commander Field Army) y el Mando de las Fuerzas Regionales (Commander Regional Forces).

### RAF
Aunque el concepto de mando se remonte a la fundación de la Real Fuerza Aérea británica, el mando propiamente dicho (como organización) se usó por primera vez y en exclusiva en la organización de la RAF en 1936, cuando Sir Hugh Dowding asumió la responsabilidad del programa I+D de la RAF. Los que se crearon fueron: el Mando de Bombardeo, que ya existía unos meses antes que el siguiente; el Mando de Caza, un mando aéreo independiente creado por Dowding el 6 de julio de ese mismo año y del cual era Comandante en Jefe; el Mando Costero y el Mando de Adiestramiento. Desde entonces la RAF ha empleado este término y actualmente, tiene dos mandos: el Mando de Combate o Strike Command y el Mando de Adiestramiento de Personal, localizado en la base aérea de High Wycombe.

## Estados Unidos
En las Fuerzas Armadas de los Estados Unidos, grupos de fuerzas de alto nivel se organizan como Mandos de Unidad de Combate. Además, tanto el Ejército de los Estados Unidos como la Fuerza Aérea de los Estados Unidos subdividen sus fuerzas en mandos mayores (o MAJCOM).